# Nagrada Adelberta von Chamissa
Nagrada Adelberta von Chamissa je nemška književna nagrada, ki jo podeljujejo od leta 1985, in sicer avtorjem književnih del, ki pišejo v nemškem jeziku, vendar njihov materni jezik ni nemščina. Nagrado podeljuje nemški Sklad Roberta Boscha (nem. Robert Bosch Stiftung) in z njo nagrajuje izstopajoče književne avtorje, katerih literarna dela zaznamujejo njihovo spremembo kulturnega okolja v preteklosti. Prejemnike nagrade razglasijo na frankfurtskem knjižnem sejmu, svečana podelitev pa poteka v Münchnu. Vsako leto podeljujejo glavno nagrado v vrednosti 15.000 € ter dve drugi nagradi (nem. Förderpreis) v vrednosti 7000 €. Nagrado so poimenovali po nemškem pesniku francoskega porekla – Adelbertu von Chamissu, saj je tudi on, kakor tudi vsi nagrajenci, živel v okolju tujega jezika in kulture. Prejemniki nagrade niso le dobri pisatelji, ampak predstavljajo tudi zgled za mlade ljudi, ki so v tujo državo prišli kot priseljenci. Posebnost podeljevanja Chamisso nagrade je tudi v tem, da Sklad Roberta Boscha z različnimi aktivnostmi (npr. z literarnimi večeri) spodbuja bralce k branju nagrajenih del, posebej v šolah, gledališčih in knjižnicah, prejemnike nagrad pa podpira tudi s podeljevanjem delovnih štipendij. Skupno vsem nagrajencem je izbira nemškega jezika za svoje umetniško ustvarjanje. Prejemniki nagrade se v svojih delih dotikajo različnih tematik, veliko pa pišejo tudi o iskanju lastne identitete.

## Zgodovina nagrade
V 50. letih se je v Nemčiji zaradi ugodnih gospodarskih razmer  močno povečal delež priseljencev. Tako je začela nastajati tudi posebna vrsta literature, ki so jo najprej označevali z izrazom »literatura gostujočih delavcev« (nem. Gastarbeiterliteratur), kasneje, v 80. letih, so jo poznali pod imenom »literatura migrantov«. Danes gre za literaturo, ki ji ne pripisujejo več posebnih oznak in predstavlja pomemben del sodobne nemške literature. Velike zasluge za začetek podeljevanja nagrade ima Harald Weinrich (nemški pisatelj, esejist in pesnik), ki se je konec 70. let dvajsetega stoletja začel zavzemati za tovrstno literaturo. Avtorji so tako začeli dobivati priložnosti na nagradnih natečajih in bili deležni podpore Goethe-Instituta. Do danes so nagrado prejeli pisci iz več kot 20 različnih držav, prva sta jo l. 1985 prejela Aras Ören (glavna nagrada) in Rafik Schami (druga nagrada).

## Prejemniki glavne nagrade
- 2015 Sherko Fatah
- 2014 Ann Cotten
- 2013 Marjana Gaponenko
- 2012 Michael Stavarič
- 2011 Jean Krier
- 2010 Terezia Mora
- 2009 Artur Becker
- 2008 Saša Stanišić
- 2007 Magdalena Sadlon
- 2006 Zsuzsanna Gahse
- 2005 Feridun Zaimoglu
- 2004 Asfa-Wossen Asserate, Zsuzsa Bank
- 2003 Ilma Rakusa
- 2002 SAID
- 2001 Zehra Çırak
- 2000 Ilija Marinow Trojanow
- 1999 Emine Sevgi Özdamar
- 1998 Natascha Wodin
- 1997 Güney Dal, José F. A Oliver
- 1996 Yōko Tawada
- 1995 György  Dalos
- 1994 Dante Andrea Franzetti
- 1993 Rafik Schami
- 1992 Adel Karasholi, Galsan Tschinag
- 1991 Libuše Moníková
- 1990 Cyrus Atabay
- 1989 Yüksel Pazarkaya
- 1988 Elazar Benyoëtz
- 1987 Franco Biondi, Carmine Gino Chiellino
- 1986 Ota Filip
- 1985 Aras Ören